# Rue du Potay
Pour les articles homonymes, voir Potay.
La rue du Potay est une rue ancienne du centre de la ville de Liège (Belgique) de Féronstrée et Hors-Château. 

## Situation et accès
Cette courte rue pavée en légère courbe d'une longueur d'environ 104 m applique un sens unique de circulation automobile de la rue de la Résistance (Parc Saint-Léonard) vers la place Crève-Cœur. Le côté pair est occupé par des immeubles d'habitation alors que le côté impair est constitué du bâtiment scolaire de l'institut Marie-Thérèse et par l'église Sainte-Barbe (voir Patrimoine).
Voies adjacentes
- Rue Saint-Thomas
- Place Crève-Cœur
- Rue Crève-Cœur
- Rue Delfosse
- Rue de la Résistance
- Parc Saint-Léonard

## Origine du nom
Potay vient du wallon Potê : signifiant : flaque, petite étendue d'eau. La rue (du moins la partie sud) s'appelait vers 1750 la rue Derrière Saint-Thomas tout comme la rue Saint-Thomas actuelle.

## Historique
Cette rue permettait de se rendre de la rue Hors-Château à l'ancienne porte de Vivegnis. Cette voie pourrait dater du XIIIe siècle comme la porte de Vivegnis voire du XIe siècle comme la rue Hors-Château. Elle longeait le couvent des Carmélites déchaussées qui fut détruit au XXe siècle à l'exception de la chapelle qui est devenue l'église Sainte-Barbe.

## Bâtiments remarquables, et lieux de mémoire
- no 3 : Institut Marie-Thérèse qui occupe l'ancien hôtel Jaminet bâti en brique et pierre calcaire  dans un style néo-classique à la fin du XVIIIe siècle[1].
- no 7 : L'église Sainte-Barbe qui est mise à la disposition de la communauté orthodoxe grecque depuis 1965.

Malgré la destruction des bâtiments du côté impair au XXe siècle, la rue du Potay est une voirie au riche patrimoine architectural. Une dizaine de ses immeubles datant du XVIIe siècle et du XVIIIe siècle (nos 2, 4, 20 à 34) sont repris à l'Inventaire du patrimoine culturel immobilier de la Wallonie. Parmi ceux-ci, on peut citer les petites maisons bâties au XVIIe siècle des nos 2 et 4 ainsi que l'hôtel particulier du XVIIIe siècle sis au no 34.
L'église Sainte-Barbe est en fait la chapelle de l'ancien couvent des Carmélites déchaussées. Réalisée  de 1719 à 1726 dans un style classique, elle compte une seule haute nef de quatre travées et un chevet plat.